# DE207
DoCoMo by DENSO DE207（ドコモ バイ デンソー ディーイー にー まる なな ）は、デンソーが開発した、NTTドコモの携帯電話 (mova) 端末製品である。

## 概要
「mova」ではなく、「DoCoMo by DENSO」である理由は、2001年まで、松下通信工業（P）、日本電気(
N)、三菱電機（D）、富士通（F）、日本無線（R）、モトローラ（M）製以外のアルファベット1文字系のみ、いわゆる「旧電電ファミリー」しか名乗ることができなかったからである。同様の理由でソニー（現ソニー・エリクソン・モバイルコミュニケーションズ）も「DoCoMo by」になっている。
本体形状は、販売当時一般的だったフリップ型（マイク部がダイヤルキーを隠す形状）を採用。フリッパーを閉じた状態でもマナーモード・伝言・メモ機能の機動及び設定ができる。当時一般的だった着メロ作成機能については、6件までの登録が可能。また、8桁までの電卓機能などを搭載している。

## 歴史
- 1998年9月21日 - JATE（財団法人電気通信端末機器審査協会）による審査を通過（認定番号:P98-7076-0）。
- 1999年1月18日 - ドコモから販売予定である事を発表。
- 1999年1月22日 - 発売開始。